# Iluzionizam
Iluzionizam (čarobnjaštvo, opsjenarstvo) je stvaranje ili korištenje iluzija radi izokretanja stvarnosti; "artistička" disciplina koju izvode mađioničari (iluzionisti) mahom u cirkusima i varijeteima, danas i na TV.
Začinje se uz magiju, kada se osjetnim varkama, vještim trikovima i psihološkim sugestijama postižu efekti znakova i poruka demona i bogova, poslije i ikona svetaca i sl.
Radi postizanja čudesnih efekata i zabavljanja publike koriste se i znanstvena dostignuća. Poznati iluzionistički postupci su: 
- penjanje uz konopac (indijski fakiri),
- lebđenje bez uporišta,
- zečevi iz šešira,
- obezglavljeni čovjek koji govori,
- "prepiljena" i ponovno sastavljena žena (Buatier de Kolta),
- izlazak iz zakračunatog i potopljenog kaveza (Houdini), sve do
- prolaska kroz Kineski zid (David Copperfield).

## Poveznice
- Iluzionističko slikarstvo